# Award of the Japanese Academy al miglior film d'animazione
L'Award of the Japanese Academy al miglior film d'animazione (アニメーション作品賞?, Saiyūshū animēshon sakuhin-shō) è un riconoscimento assegnato annualmente a partire dal 2007 dai membri della Nippon Academy-shō Association al miglior film d'animazione distribuito in Giappone nell'anno appena trascorso.

## Vincitori e candidati
I vincitori sono indicati in grassetto.

### Anni 2000-2009
- 2007
  - La ragazza che saltava nel tempo (Toki wo kakeru shōjo), regia di Mamoru Hosoda
  - Amicinemici - Le avventure di Gav e Mei (Arashi no yoru ni), regia di Gisaburō Sugii
  - I racconti di Terramare (Gedo senki), regia di Gorō Miyazaki
  - Brave Story (Bureibu Sutōrī), regia di Koichi Chigira
  - Detective Conan - Requiem per un detective (Meitantei Konan - Tantei-tachi no rekuiemu), regia di Yasuichirō Yamamoto

- 2008
  - Tekkonkinkreet - Soli contro tutti (Tekkon kinkuriito), regia di Michael Arias
  - Evangelion: 1.0 You Are (Not) Alone (Evangerion Shin Gekijōban: Jo), regia di Hideaki Anno
  - Un'estate con Coo (Kappa no Coo to Natsuyasumi), regia di Keiichi Hara
  - Piano Forest - Il piano nella foresta (Piano no Mori), regia di Masayuki Kojima
  - Detective Conan - L'isola mortale (Meitantei Konan - Konpeki no Jorī Rojā), regia di Yasuichirō Yamamoto

- 2009
  - Ponyo sulla scogliera (Gake no ue no Ponyo), regia di Hayao Miyazaki
  - Doraemon The Future 2008 (Doraemon: Nobita to midori no kyojinden), regia di Ayumu Watanabe
  - The Sky Crawlers - I cavalieri del cielo (Sukai Kurora), regia di Mamoru Oshii
  - Detective Conan - La musica della paura (Meitantei Konan - Senritsu no furu sukoa), regia di Yasuichirō Yamamoto
  - One Piece - Il miracolo dei ciliegi in fiore (Episōdo obu Choppā Purasu: Fuyu ni Saku, Kiseki no Sakura), regia di Atsuji Shimizu

### Anni 2010-2019
- 2010
  - Summer Wars (Samā Wōzu), regia di Mamoru Hosoda
  - Detective Conan - ...e le stelle stanno a guardare (Meitantei Konan - Shikkoku no cheisā), regia di Yasuichirō Yamamoto
  - Doraemon The Hero 2009 (Doraemon: Shin Nobita no uchū kaitaku-shi), regia di Shigeo Koshi
  - Evangelion: 2.0 You Can (Not) Advance (Evangerion Shin Gekijōban: Ha), regia di Hideaki Anno
  - Oblivion Island: Haruka and the Magic Mirror (Hottarake no Shima: Haruka to Mahō no Kagami), regia di Shinsuke Sato

- 2011
  - Arrietty - Il mondo segreto sotto il pavimento (Karigurashi no Arrietty), regia di Hiromasa Yonebayashi
  - Meitantei Conan - Tenkū no lost ship (Meitantei Konan - Tenkū no rosuto shippu), regia di Yasuichirō Yamamoto
  - Colorful (Karafuru), regia di Keiichi Hara
  - Doraemon the Legend 2010 (Doraemon: Nobita no ningyo taikaisen), regia di Kôzô Kuzuha
  - One Piece - Avventura sulle isole volanti (Wan Pīsu Firumu: Sutorongu Wārudo), regia di Munehisa Sakai

- 2012
  - La collina dei papaveri (Kokuriko-zaka kara), regia di Gorō Miyazaki
  - K-On! (Eiga Keion!), regia di Naoko Yamada
  - Buddha: The Great Departure (Tezuka Osamu no Buddha - Akai Sabaku yo! Utsukushiku), regia di Kôzô Morishita
  - Tôfu kozô, regia di Gisaburô Sugii
  - Meitantei Conan - Chinmoku no quarter (Meitantei Konan - Chinmoku no kwōtā), regia di Kōbun Shizuno

- 2013
  - Wolf Children - Ame e Yuki i bambini lupo (Ōkami kodomo no Ame to Yuki), regia di Mamoru Hosoda
  - Evangelion: 3.0 You Can (Not) Redo (Evangerion Shin Gekijōban: Kyū), regia di Hideaki Anno
  - Friends: Mononoke Shima no Naki, regia di Takashi Yamazaki e Ryūichi Yagi
  - Una lettera per Momo (Momo e no tegami), regia di Hiroyuki Okiura
  - One Piece Film: Z (ONE PIECE FILM Z), regia di Tatsuya Nagamine

- 2014
  - Si alza il vento (Kaze tachinu), regia di Hayao Miyazaki
  - La storia della Principessa Splendente (Kaguya-hime no monogatari), regia di Isao Takahata
  - Puella Magi Madoka Magica - Parte 3 - La storia della ribellione (Gekijouban Mahou shojo Madoka magika Shinpen: Hangyaku no monogatari), regia di Yukihiro Miyamoto e Akiyuki Shinbō
  - Capitan Harlock (SPACE PIRATE CAPTAIN HARLOCK- Captain Harlock: Space Pirate Captain Harlock), regia di Shinji Aramaki
  - Lupin Terzo vs Detective Conan (THE MOVIE Rupan Sansei vāsasu Meitantei Konan: Za Mūbī), regia di Hajime Kamegaki

- 2015
  - Doraemon - Il film (STAND BY ME Doraemon), regia di Takashi Yamazaki e Ryūichi Yagi
  - Quando c'era Marnie (Omoide no Mānī), regia di Hiromasa Yonebayashi
  - L'isola di Giovanni (Joban'ni no Shima), regia di Mizuho Nishikubo
  - Meitantei Conan - Ijigen no sniper (Meitantei Konan - Ijigen no sniper), regia di Kōbun Shizuno
  - Buddha 2: Tezuka Osamu no Budda - Owarinaki tabi, regia di Toshiaki Komura

- 2016
  - The Boy and the Beast (Bakemono no ko), regia di Mamoru Hosoda
  - The Anthem of the Heart - Beautiful Word Beautiful World (Kokoro ga sakebitagatterun da.), regia di Tatsuyuki Nagai
  - Miss Hokusai (Sarusuberi), regia di Keiichi Hara
  - Dragon Ball Z - La resurrezione di 'F' (Doragon Bōru Zetto: Fukkatsu no), regia di Tadayoshi Yamamuro
  - Love Live! The School Idol Movie (The School Idol Movie Rabu Raibu!), regia di Takahiko Kyōgoku

- 2017
  - In questo angolo di mondo (Kono sekai no katasumi ni), regia di Sunao Katabuchi
  - Your Name. (Kimi no na wa), regia di Makoto Shinkai
  - La forma della voce - A Silent Voice (Koe no katachi), regia di Naoko Yamada
  - Rudolf alla ricerca della felicità (Rudorufu to Ippaiattena), regia di Kunihiko Yuyama e Motonori Sakakibara
  - One Piece Gold - Il film (Wan Pīsu Firumu Gōrudo), regia di Hiroaki Miyamoto

- 2018
  - The Night Is Short Walk on Girl (Yoru wa mijikashi aruke yo otome), regia di Masaaki Yuasa
  - Fireworks - Vanno visti di lato o dal basso? (Uchiage Hanabi, Shita kara Miru ka? Yoko kara Miru ka?), regia di Akiyuki Shinbō
  - Napping Princess (Hirune-hime: shiranai watashi no monogatari), regia di Kenji Kamiyama
  - Mary e il fiore della strega (Meari to Majo no Han), regia di Hiromasa Yonebayashi
  - Meitantei Conan - Kara kurenai no love letter (Meitantei Konan: Kara Kurenai no Raburetā), regia di Kōbun Shizuno

- 2019
  - Mirai (Mirai no Mirai), regia di Mamoru Hosoda
  - Dragon Ball Super - Broly (Doragon Bōru Sūpā: Burorī), regia di Tatsuya Nagamine
  - Penguin Highway (Pengin Haiwei), regia di Hiroyasu Ishida
  - Meitantei Conan - Zero no shikkōnin (Meitantei Conan - Zero no shikkōnin), regia di Yuzuru Tachikawa
  - Okko's Inn (Waka Okami wa Shōgakusei!), regia di Kitaro Kosaka

### Anni 2020-2029
- 2020
  - Weathering with You (Tenki no ko), regia di Makoto Shinkai
  - A te che conosci l'azzurro del cielo - Her Blue Sky (Sora no aosa o shiru hito yo), regia di Tatsuyuki Nagai
  - Meitantei Conan - Konjō no fist (Meitantei Conan - Konjō no fist), regia di Tomoka Nagaoka
  - Lupin III - The First (Rupan Sansei Za Fāsuto), regia di Takashi Yamazaki
  - One Piece Stampede - Il film (Wan Pīsu Sutanpīdo), regia di Takashi Ōtsuka

- 2021
  - Demon Slayer - Il treno Mugen (Gekijō-ban "Kimetsu no yaiba" Mugen Ressha-hen), regia di Haruo Sotozaki
  - Violet Evergarden: Il film (Gekijōban Vaioretto Evāgāden), regia di Reiko Yoshida
  - Poupelle of Chimney Town (Entotsu-machi no Poupelle), regia di Yusuke Hirota
  - Josée, la tigre e i pesci (Joze to Tora to Sakanatachi), regia di Kotaro Tamura
  - Doraemon - Il film 2 (STAND BY ME Doraemon 2), regia di Takashi Yamazaki e Ryūichi Yagi

- 2022
  - Evangelion: 3.0+1.0 Thrice Upon a Time (Shin Evangerion gekijōban), regia di Hideaki Anno
  - Sing a Bit of Harmony (Ai no Utagoe o Kikasete), regia di Yasuhiro Yoshiura
  - La fortuna di Nikuko (Gyokō no Nikuko-chan), regia di Ayumo Watanabe
  - Jujutsu kaisen 0 - Il film (Gekijōban Jujutsu Kaisen Zero), regia di Sunghoo Park
  - Belle (Ryu to Sobakasu no Hime), regia di Mamorou Hosoda

- 2023
  - The First Slam Dunk (The First Slam Dunk), regia di Takehiko Inoue
  - Inu-ō (Inu-ō), regia di Masaaki Yuasa
  - Lonely Castle in the Mirror (Lonely Castle in the Mirror), regia di Mizuki Tsujimura
  - One Piece Film: Red (One Piece Film: Red), regia di Gorō Taniguchi
  - Suzume (Suzume no tojimari), regia di Makoto Shinkai

- 2024
  - Il ragazzo e l'airone (The Boy and the Heron), regia di Hayao Miyazaki
  - Kintarō Birth: The Mystery of Gegege (Kitarō Tanjō: Gegege no Nazo), regia di Gō Koga
  - Meitantei Conan - Kurogane no submarine (Meitantei Conan: Kurogane no Submarine), regia di Yuzuru Tachikawa
  - Blue Giant (Blue Giant), regia di Yuzuru Tachikawa
  - Totto Chan: The Little Girl at the Window (Eiga Madogiwa no Totto-chan), regia di Shinnosuke Yakuwa
- 2025
  - Look Back (Look Back), regia di Kiyotaka Oshiyama
  - Ganbatte Ikimasshoi (Ganbatte Ikimasshoi), regia di Yuhei Sakuragi
  - Haikyu!! Battaglia all'ultimo rifiuto (Haikyu!! The Dumpster Battle), regia di Susumu Mitsunaka
  - Mobile Suit Gundam SEED Freedom (Mobile Suit Gundam SEED Freedom), regia di Mitsuo Fukuda
  - Detective Conan: The Million-dollar Pentagram (Detective Conan: The Million-dollar Pentagram), regia di Chika Nagaoka